# D. J. Wilson
DeVante Jaylen "D. J." Wilson (Mount Shasta, California, 19 de febrero de 1996) es un baloncestista estadounidense que pertenece a la plantilla de los Capitanes de Ciudad de México de la G League. Con 2,08 metros de estatura, juega en la posición de ala-pívot.

## Trayectoria deportiva

### Instituto
Jugó en su etapa de instituto en el Capital Christian School de Sacramento, California, donde en su temporada sénior promedió 13,9 puntos, 6,3 rebotes y 2,1 tapones por partido. Una fractura por fatiga en su quinta vértebra lumbar en el verano de 2012, y que le hizo perderse buena parte de su temporada júnior hizo que los reclutadores de universidad perdieran interés, pero el hecho de crecer 12 centímetros en un año volvió a captar la atención.

### Universidad
En noviembre de 2013 se comprometió a jugar con los Wolverines de la Universidad de Míchigan cuando terminara el instituto. Una serie de lesiones le impidieron jugar casi al completo en su primer año, y no despuntó hasta la temporada 2016-17, cuando acabó promediando 12,9 puntos, 4,4 rebotes, 4,9 asistencias y 1,1 robos de balón por partido.
Tras anunciar que se presentaría al Draft de la NBA, lo confirmó en mayo de 2017, renunciando a los dos años que le hubieran quedado como universitario.

#### Estadísticas
| Año     | Equipo   | PJ | PT | MPP  | %TC  | %3P  | %TL  | RPP | APP | ROB | TPP | PPP  |
| ------- | -------- | -- | -- | ---- | ---- | ---- | ---- | --- | --- | --- | --- | ---- |
| 2014–15 | Michigan | 5  | 0  | 4.8  | .250 | .000 | .000 | 1.2 | .0  | .0  | .6  | .4   |
| 2015–16 | Michigan | 26 | 0  | 6.1  | .474 | .333 | .727 | .7  | .3  | .2  | .4  | 2.7  |
| 2016–17 | Michigan | 38 | 36 | 30.4 | .538 | .373 | .833 | 5.3 | 1.3 | .5  | 1.5 | 11.0 |
| Total   | Total    | 69 | 36 | 19.4 | .525 | .363 | .817 | 3.3 | .8  | .4  | 1.0 | 7.1  |

### Profesional
Fue elegido en la decimoséptima posición del Draft de la NBA de 2017 por los Milwaukee Bucks. Debutó como profesional el 20 de octubre en un partido ante Cleveland Cavaliers.
El 20 de diciembre de 2017 fue asignado a los Wisconsin Herd de la NBA G League.
Durante su cuarto año en Milwaukee, el 18 de marzo de 2021, es traspasado junto a D.J. Augustin a Houston Rockets, a cambio de P.J. Tucker y Rodions Kurucs.
El 27 de septiembre de 2021, Wilson firmó con los Oklahoma City Thunder. Wilson fue despedido el 15 de octubre y posteriormente se unió a los Oklahoma City Blue.
El 22 de diciembre de 2021, Wilson firmó un contrato de 10 días con los Toronto Raptors. Tras tener que cumplir cuerentena, renovó por diez días más, tras los cuales regresó a los Oklahoma City Blue. El 8 de julio de 2022 firma un contrato multianual con los Raptors.
El 12 de febrero de 2023 fue traspasado a los Lakeland Magic a cambio de una selección de primera ronda de 2023. Sin embargo, no jugó para ellos. El 29 de septiembre firmó con los Orlando Magic, pero fue despedido el 13 de octubre. El 2 de noviembre se incorporó al Osceola Magic. Tras promediar 21 puntos, 9,9 rebotes y 5 asistencias en los 27 encuentros que disputó con los Osceola, el 20 de marzo de 2'24 firma un contrato de diez días con Philadelphia 76ers.
El 6 de septiembre de 2024 firmó con los Shanghai Sharks de la CBA china. El 11 de septiembre, sus derechos son traspasados a Capitanes de Ciudad de México a cambio de Ethan Thompson.

## Estadísticas de su carrera en la NBA

### Temporada regular
| Año     | Equipo       | PJ  | PT | MPP  | %TC  | %3P   | %TL  | RPP | APP | ROB | TPP | PPP |
| ------- | ------------ | --- | -- | ---- | ---- | ----- | ---- | --- | --- | --- | --- | --- |
| 2017-18 | Milwaukee    | 22  | 0  | 3.2  | .563 | .400  | .500 | .5  | .1  | .1  | .0  | 1.0 |
| 2018-19 | Milwaukee    | 48  | 3  | 18.4 | .414 | .362  | .553 | 4.6 | 1.1 | .4  | .4  | 5.8 |
| 2019-20 | Milwaukee    | 37  | 1  | 9.8  | .394 | .247  | .611 | 2.5 | .7  | .1  | .1  | 3.6 |
| 2020-21 | Milwaukee    | 12  | 0  | 8.8  | .372 | .357  | .500 | 2.1 | .3  | .1  | .3  | 3.6 |
| 2020-21 | Houston      | 23  | 1  | 14.3 | .416 | .339  | .696 | 3.8 | .9  | .4  | .5  | 6.1 |
| 2021-22 | Toronto      | 4   | 1  | 13.5 | .733 | .000  | .800 | 4.0 | 1.3 | 1.3 | .3  | 7.5 |
| 2023-24 | Philadelphia | 2   | 0  | 7.7  | .667 | 1.000 | —    | 1.0 | 1.0 | .0  | 1.0 | 5.0 |
| Total   | Total        | 148 | 6  | 12.3 | .422 | .331  | .618 | 3.1 | .7  | .3  | .3  | 4.4 |

### Playoffs
| Año   | Equipo    | PJ | PT | MPP | %TC  | %3P  | %TL   | RPP | APP | ROB | TPP | PPP |
| ----- | --------- | -- | -- | --- | ---- | ---- | ----- | --- | --- | --- | --- | --- |
| 2019  | Milwaukee | 8  | 0  | 5.4 | .500 | .200 | 1.000 | 1.3 | .5  | .0  | .1  | 2.4 |
| Total | Total     | 8  | 0  | 5.4 | .500 | .200 | 1.000 | 1.3 | .5  | .0  | .1  | 2.4 |